# 巴爾德斯市

巴爾德斯市（西班牙語：Valdez）是委內瑞拉的一個市，位於該國北部蘇克雷州，首府設於圭里亞，始建於1947年2月20日，面積598平方公里，2001年人口33,621，人口密度每平方公里56.22人。